# Hilma Contreras
Hilma Contreras Castillo (* 8. Dezember 1913 in San Francisco de Macorís; † 15. Januar 2006 ebenda) war eine dominikanische Schriftstellerin.

## Leben
Hilma Contreras wurde am 8. Dezember 1913 in San Francisco de Macorís als Tochter des renommierten Arztes Darío Contreras und dessen Frau Juana Castillo in der Dominikanischen Republik geboren. Die Familie lebte zwischen 1914 und 1920 in Paris, wo der Vater in der Chirurgie arbeitete. Als die Familie 1920 in die Dominikanische Republik zurückkehrte, besuchte Contreras dort die Grundschule Ercilia Pepin in Santiago de los Caballeros. Doch bereits 1925 kehrte die Familie wieder zurück nach Frankreich, wo Contreras das Gymnasium abschloss und anschließend an der Sorbonne Französisch, Englisch und Literatur studierte. Im Jahr 1932 begann sie ihr Studium der Archäologie am archäologischen Institut in Paris, was sie 1933 wieder nach San Francisco de Macorís zurückkehren ließ. Von 1933 bis 1942 arbeitete sie zwischen San Francisco de Macorís, Santiago de los Caballeros und Santo Domingo, wo sie 1942 auch ihren Wohnsitz hatte. Im Jahr 1949 schloss sie ihr Studium der Philosophie an der Universität Santo Domingo ab. Zwischen 1946 und 1962 arbeitete Contreras in der dominikanischen Botschaft in Paris sowie als Übersetzerin der französischen Mission in der Dominikanischen Republik. Nach dem Tod ihres Vaters im Jahr 1963 blieb sie für drei Jahre in Frankreich, nahm ihre diplomatische Arbeit in der Botschaft erst 1966 wieder auf und führte diese dann bis zum Jahr 1975 fort.
Zum Beginn ihrer literarischen Karriere wurde sie von dem Schriftsteller Juan Bosch angeregt, der 1937 auch ihre Geschichten „Tarde de cristal“ und „Los buenos se van“ in der Zeitung Listin Diario veröffentlichte. Drei Jahre nach diesen Veröffentlichungen folgte eine weitere Reihe von Geschichten bei einer anderen Zeitung von Santo Domingo, der La Información. 1953 wurde die erste Sammlung von Kurzgeschichten unter dem Titel „Cuatro cuentos“ veröffentlicht und ein Jahrzehnt später folgte „El ojo de Dios: cuentos de la clandestinidad“. Erst 25 Jahre nach der ersten Veröffentlichung von Kurzgeschichten, im Jahr 1986, wurde ihr erster und einziger Roman „La tierra está bramando“ herausgegeben und im Jahr 1987 folgte der dritte Band mit Kurzgeschichten mit dem Titel „Entre dos silencios“.
Einige ihrer Geschichten, wie beispielsweise „La espera“ wurden in nationale und internationale literarische Sammelwerke aufgenommen wie El cuento de Santo Domingo, veröffentlicht von Sócrates Nolasco, Combatidas, combativas y combatientes von Daisy Cocco De Filippis, Antología del cuento dominicano von Diógenes Céspedes oder Dos siglos de literatura dominicana von José Alcántara Almánzar.
Außerdem arbeitete sie mit den Zeitungen Listin Diario und El Caribe zusammen.
Trotz der recht geringen Anzahl Werke in einfacher Prosa zählt Contreras zu den wichtigsten zeitgenössischen Erzählern in der Dominikanischen Republik. Im Jahr 2002 erhielt sie den Nationalpreis für Literatur und ist damit die erste Frau, die mit diesem Preis ausgezeichnet wurde.
Contreras war nie verheiratet und hatte keine Kinder. Sie starb im Jahr 2006 in ihrer Heimatstadt.

## Veröffentlichte Bücher
- Doña Endrina de Calatayud (1952)
- Cuatro cuentos (1953)
- El ojo de Dios: cuentos de la clandestinidad (1962)
- La tierra está bramando (1986)
- Entre dos silencios (1987)
- Facetas de la vida (1993)
- Obras escogidas (wird veröffentlicht)